# (11581) Philipdejager
(11581) Philipdejager est un astéroïde de la ceinture principale.

## Description
(11581) Philipdejager est un astéroïde de la ceinture principale. Il fut découvert le 10 août 1994 à La Silla par Eric Walter Elst. Il présente une orbite caractérisée par un demi-grand axe de 2,98 UA, une excentricité de 0,09 et une inclinaison de 10,1° par rapport à l'écliptique.

## Compléments